# Kallima
Kallima är ett släkte av fjärilar. Kallima ingår i familjen praktfjärilar.

## Bildgalleri

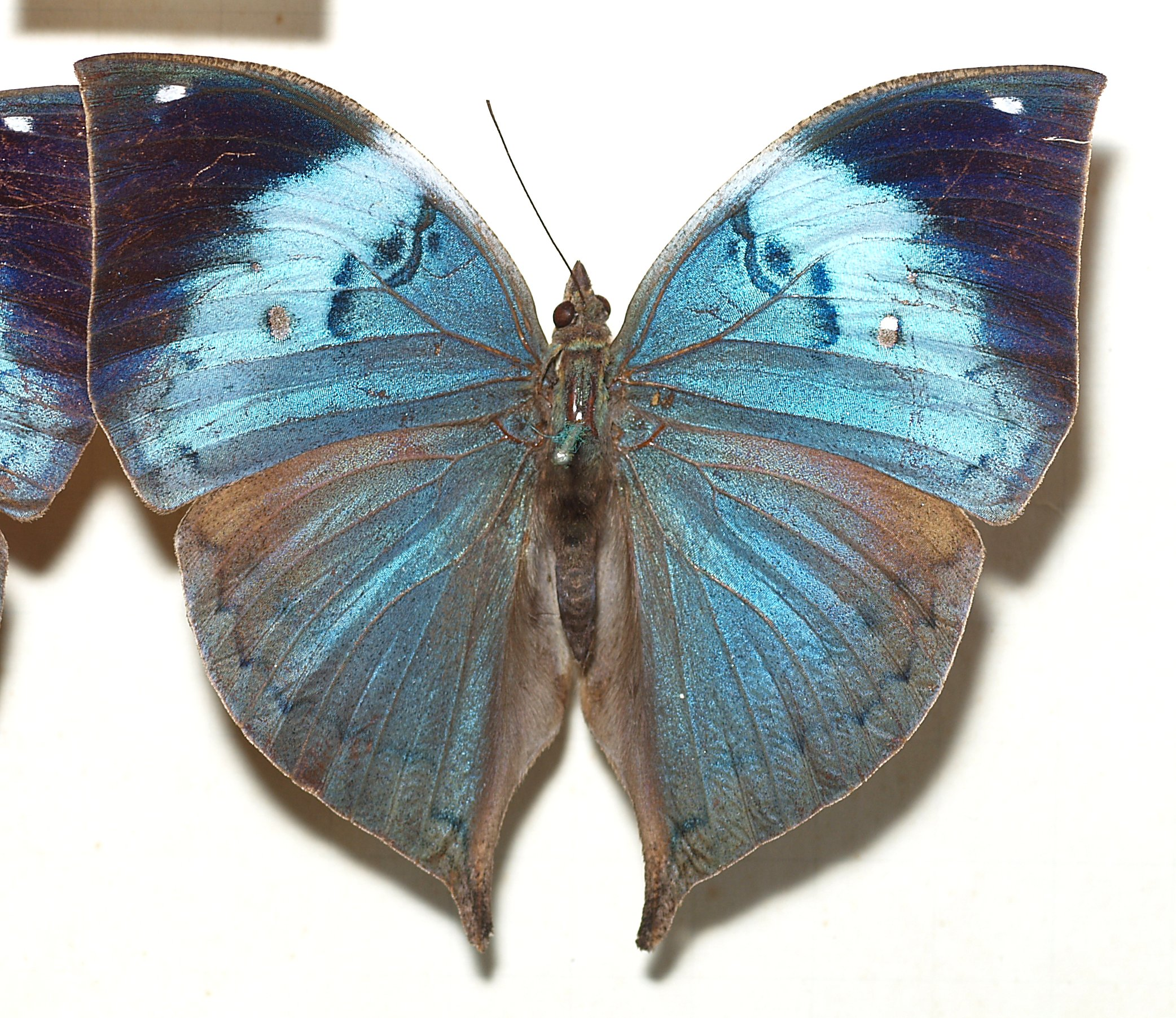
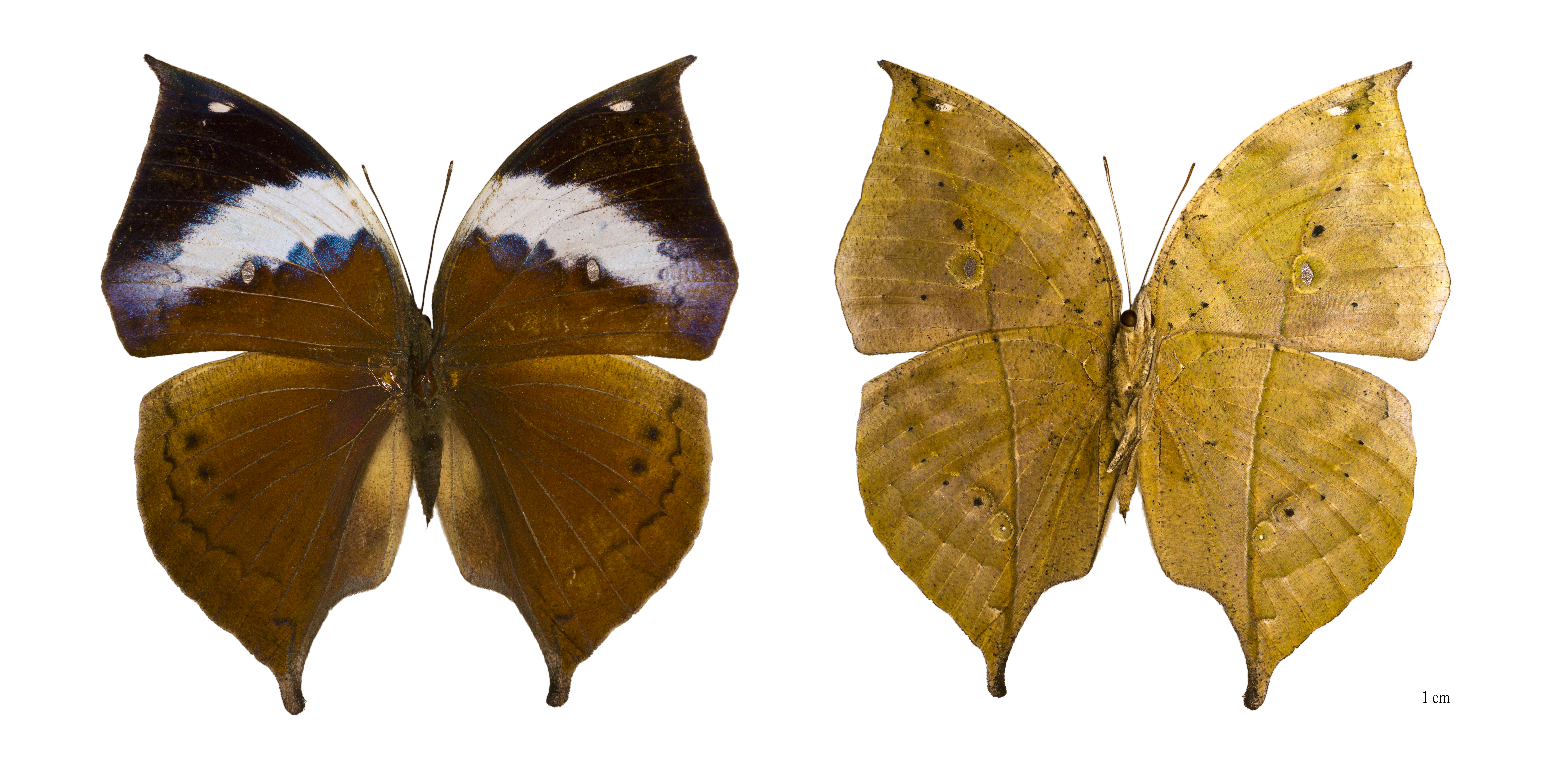
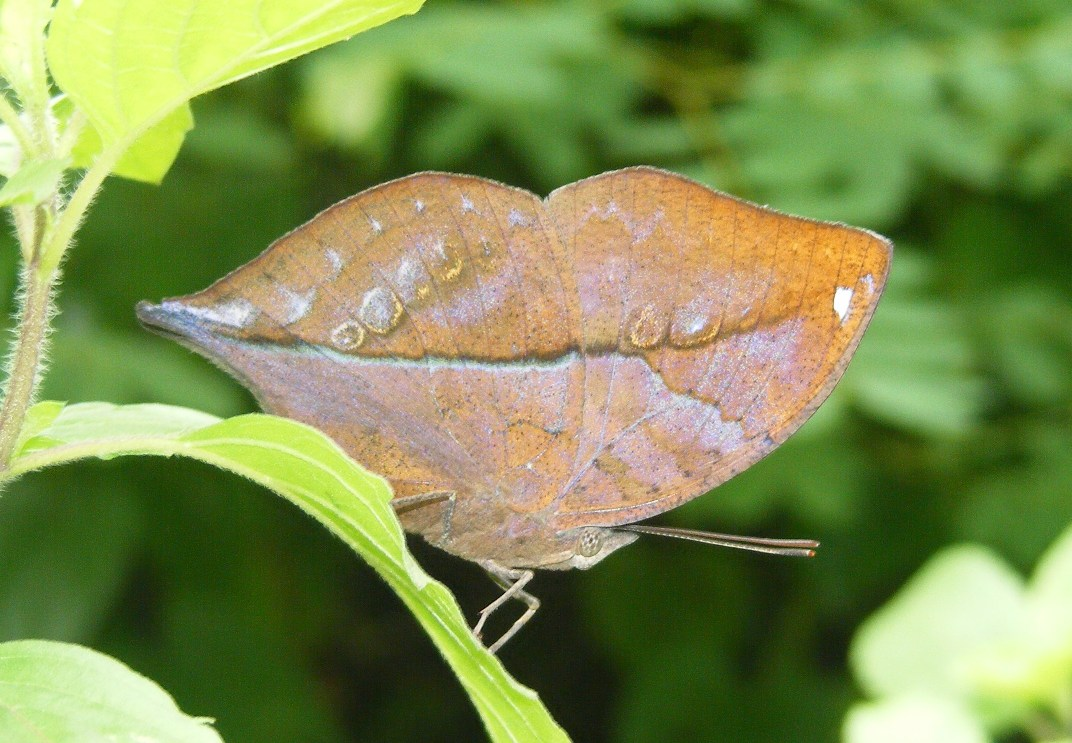
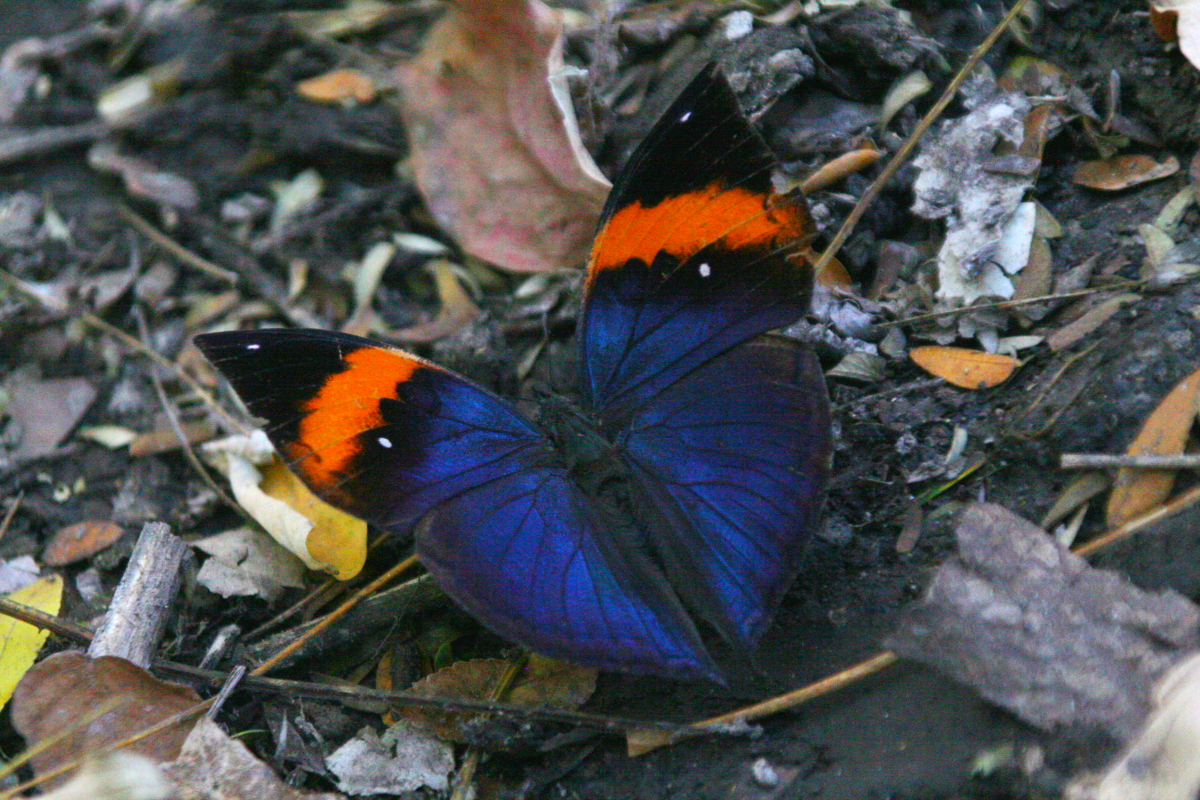
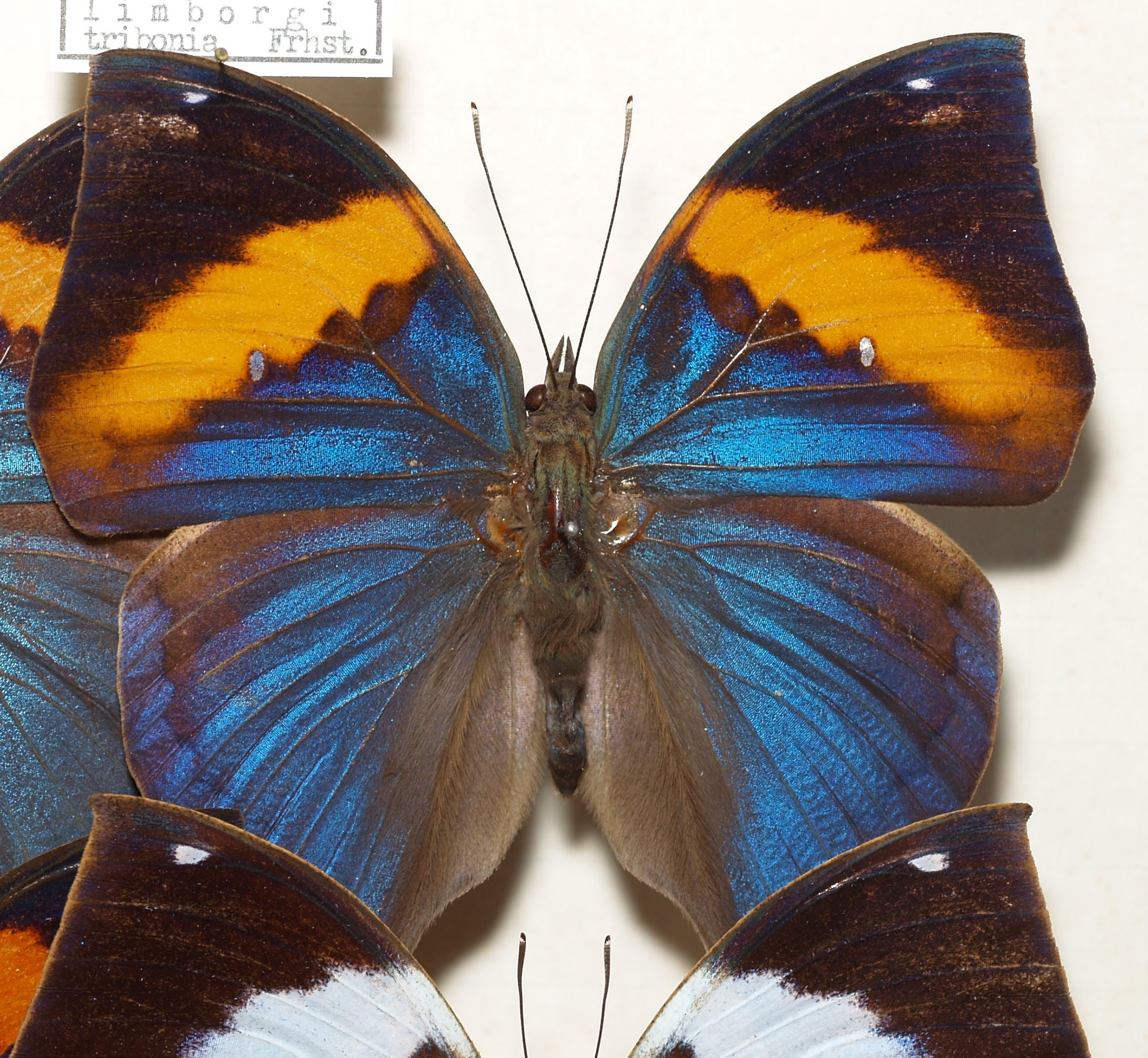

## Dottertaxa tillKallima, i alfabetisk ordning[1]
- Kallima acerifolia
- Kallima admiralia
- Kallima albofasciata
- Kallima alicia
- Kallima alompra
- Kallima amiru
- Kallima amplirufa
- Kallima ansorgei
- Kallima apicalis
- Kallima aruana
- Kallima atkinsoni
- Kallima baliensis
- Kallima bandana
- Kallima bangkaiensis
- Kallima bellimontis
- Kallima boisduvali
- Kallima borneensis
- Kallima brunnea
- Kallima buckleyi
- Kallima butlerinus
- Kallima buxtoni
- Kallima caeca
- Kallima chinensis
- Kallima couppei
- Kallima cyanagyrus
- Kallima cyaneformis
- Kallima cymodoce
- Kallima cynailurus
- Kallima derethyi
- Kallima doubledayi
- Kallima ellina
- Kallima etoga
- Kallima eucerca
- Kallima foliacea
- Kallima formosana
- Kallima fusciplena
- Kallima gambrisius
- Kallima guineensis
- Kallima guttata
- Kallima hewitsoni
- Kallima horsfieldii
- Kallima hugelii
- Kallima huttoni
- Kallima immaculata
- Kallima inachus
- Kallima incerta
- Kallima intermedia
- Kallima jacksoni
- Kallima jadyae
- Kallima jaraensis
- Kallima joloensis
- Kallima kassaiensis
- Kallima knyvetti
- Kallima lilacinus
- Kallima limborgii
- Kallima lugens
- Kallima mackwoodi
- Kallima marmorata
- Kallima nella
- Kallima neohannoverana
- Kallima nila
- Kallima nodrica
- Kallima novohannoveranus
- Kallima nubilosa
- Kallima numita
- Kallima obiana
- Kallima paralekta
- Kallima pherekides
- Kallima pherekrates
- Kallima philarchus
- Kallima philippensis
- Kallima ramsayi
- Kallima rattrayi
- Kallima roepstorfii
- Kallima rookicola
- Kallima rumia
- Kallima salentia
- Kallima sangira
- Kallima siamensis
- Kallima siccifolia
- Kallima spiridion
- Kallima spiridiva
- Kallima sulana
- Kallima sumatrensis
- Kallima sumbae
- Kallima sylla
- Kallima sylvia
- Kallima sylvicola
- Kallima sylvina
- Kallima theriotes
- Kallima thesaurinus
- Kallima thesaurus
- Kallima trebonia
- Kallima tualensis
- Kallima ugiensis
- Kallima uredinophora
- Kallima wardi
- Kallima virens